# Strmec, Idrija
Strmec je naselje v Občini Idrija.V bližini kraja je cestni prelaz/preval (863m) med Colom in Črnim vrhom.
Strmec spada v katastrsko občino Kanji dol. Izjema je le ena hiša (Peter), ki spada v k.o. Črni vrh nad Idrijo. Hišnih številk je 12. In sicer:  
1. pri  Šemrl (Vodnar)
2. Tič
3. Cenck
4. Medved
5. Podobnik
6. Peter
7. Skokec
8. Štorc
9. Skalar*
10. Renk
11. Zajc
12. Strmec

*hiša je danes (2015) podrta, zato hišna številka več ne obstaja. Včasih pa je bila hišna številka - Strmec 9 (leta 1959), še prej pa Strmec 8 (leta 1823).
| št. hiše leta 1823 | lastnik 1823 | lastnik 1869[2] | št. hiše leta 2015 |
| ------------------ | --- | --------------- | ------------------ |
| 1                  | Andrej Čuk |                 | 1                  |
| 2                  | Andrej Černilogar |                 | 2                  |
| 3                  | Jakob Čuk |                 | 3                  |
| 4                  | Andrej Medved |                 | 4                  |
| 5                  | Franc Čuk |                 | 5                  |
| 6                  | Andrej Benčina (oziroma Vončina)                                                                                                   | Janez Čuk       | 8                  |
| 7                  | Sebastjan Tominc | Jaka Tominc     | 7                  |
| 8                  | Jernej Benčina (oz. Vončina) | Luka Volčina    | 9                  |
| 9                  | Franc Poženiu |                 | 11                 |
| 10                 | Blaž Renko |                 | 10                 |
| 11                 | Jakob Bajc |                 | 12                 |
|                    | hiša ni obstajala, zgrajena po 2 svetovni vojni, sepravi po letu 1945. Hišna parcela leži v Katastrski občini Črni vrh nad Idrijo. |                 | 6                  |

Lastnik parcel je bil na Strmecu tudi Lanthieri (Thadaus) vipavski grof (gospodstvo Vipava). Parcelo pa je imel tudi lastnik gradu Trillek (grad na Colu).

## Sakralni objekt
Dne 14.8.2016 je bila na Strmecu posvečena kapela Marije, Matere usmiljenja. Kapela stoji zraven hiše št. 7, ki nosi domače ime Skokec. Ob tej priložnosti je bila natisnjena podobica na kateri je zapisan sledeč citatː »Češčena bodi, o Devica, veselje naše in radost, češčena mila pomočnica, tolaži naših src bridkost.«. 

## Galerija
- Podobnikov kozolec, Strmec 5, 1959
- Domačija Peter, Strmec 6
- Skokčeva domačija, Strmec 7
- Domačija Štorc, Strmec 8
- Skalarjeva hiša, Strmec 9, leta 1959
- Zajčeva hiša, Strmec 11, leta 1959
- Kapela Marije, Matere usmiljenja.